# Édier Ocampo
Pour l’article homonyme, voir Ocampo.
Édier Ocampo, né le 3 octobre 2003 à Tumaco en Colombie, est un footballeur colombien qui évolue au poste d'arrière droit aux Vancouver Whitecaps.

## Biographie

### En club
Né à Tumaco en Colombie, Édier Ocampo est formé par le Sur Oriente avant de rejoindre l'Atlético Nacional en 2020, où il poursuit sa formation. Il commence toutefois sa carrière au Fortaleza CEIF, où il est prêté en 2022. Il joue son premier match en professionnel avec ce club le 2 avril 2022, lors d'une rencontre de championnat face au Boca Juniors de Cali. Il entre en jeu et son équipe l'emporte par trois buts à un.
Ocampo fait son retour à l'Atlético Nacional à la fin de son prêt et s'impose comme un joueur régulier de l'équipe première en 2023. En février 2024, il prolonge son contrat avec son club formateur jusqu'en décembre 2026.

### En sélection
Édier Ocampo est convoqué avec l'équipe de Colombie des moins de 20 ans pour participer à la coupe du monde des moins de 20 ans en 2023. Lors de cette compétition organisée en Argentine il joue quatre matchs, tous en tant que titulaire. Son équipe est ensuite battue par l'Italie en quarts de finale (1-3 score final).